# Richard C. Brown
Richard C. Brown (* 1. November 1939 in Tulsa, Oklahoma; † 2004) war ein US-amerikanischer Diplomat und Beamter.

## Leben
Brown war verheiratet, hatte zwei Kinder und lebte in Chevy Chase, Maryland. 1960 schloss er ein Studium an der George Washington University als Bachelor, 1961 als Master ab.
Brown trat 1963 in den diplomatischen Dienst. Von 1963 bis 1964 machte er Öffentlichkeitsarbeit gegen die Regierung in Kuba. Von 1964 bis 1965 lernte Brown Vietnamesisch. Von 1965 bis 1966 war er Provinzoffizier der United States Agency for International Development in Vietnam. Von 1967 bis 1969 war er politischer Offizier des US-Konsulats in Barcelona bei Francisco Franco.
Von 1969 bis 1972 war Brown Beamter in der Abteilung für Amerika des US-Außenministeriums. Von 1972 bis 1974 war Brown politischer Offizier des US-Konsulates in Rio de Janeiro. Von 1974 bis 1976 war Brown erster Offizier des US-Konsulates in Recife, Brasilien. Von 1976 bis 1978 war Brown stellvertretender Botschafter in Port Louis auf Mauritius.
Von 1978 bis 1981 war Brown Mitglied des Ausschusses für Lateinamerikaangelegenheiten im Nationalen Sicherheitsrat. Von 1981 bis 1982 studierte er am National War College. Von 1982 bis 1983 war Brown stellvertretender Director der Karibikabteilung des US-Außenministeriums. Von 1983 bis 1984 war er Direktor der Grenada Task Force.
Von 1984 bis 1985 war Brown Director des Office of Caribbean Affairs. 1985 bekleidete er das Amt des stellvertretenden Leiters der US-Botschaft in Montevideo.
Von 1988 bis 1990 war Brown stellvertretender Staatssekretär für interamerikanische Angelegenheiten. Als solcher bereitete er die US-Invasion in Panama vor.
Brown war seit 1990 Sonderberater im Verteidigungsministerium der Vereinigten Staaten. Präsident George Bush berief ihn am 13. Juni 1990 zum Botschafter nach Uruguay.
Nach den Terroranschlägen auf die US-Botschaften in Daressalam und Nairobi war Brown in einer Accountability Review Board Untersuchungskommission.